# Château Olivier
Le château Olivier est un domaine viticole de 220 ha situé à Léognan en Gironde. Situé en AOC pessac-léognan, il est classé grand cru dans le classement des vins de Graves.

## Historique

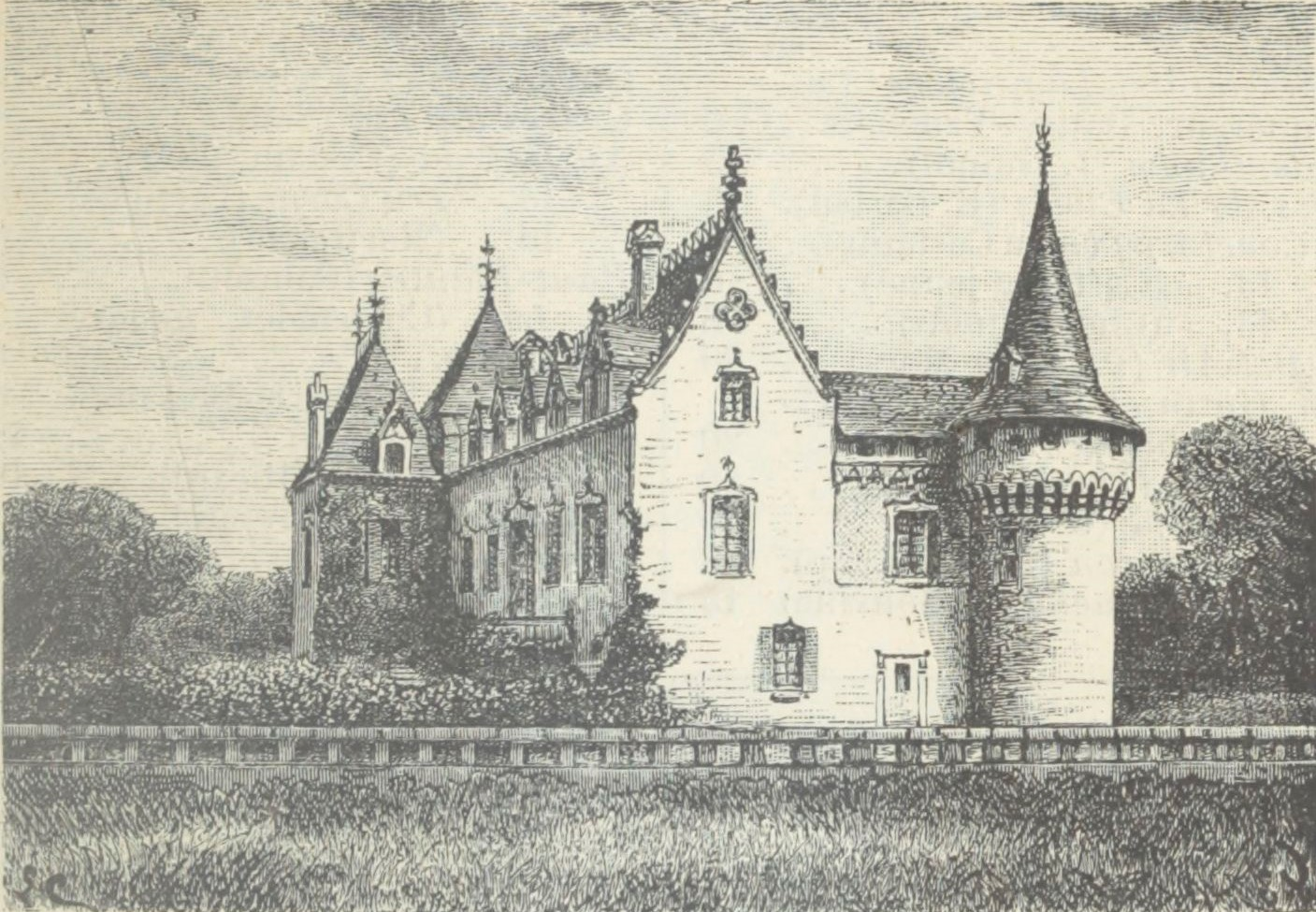
Illustration du Château Olivier en 1898.

Le château Olivier est une très ancienne seigneurie remontant au Moyen Âge[réf. nécessaire]. Le domaine est mentionné en 1350 et remanié aux XVe et XVIIe siècles. Le domaine appartient depuis le XIXe siècle à la famille Metzler de Bethmann d'origine allemande, installée à Bordeaux depuis le XVIIIe siècle, qui en a confié la direction générale à Laurent Lebrun. Le vin du Château Olivier a été classé en 1953, tant en rouge qu’en blanc.
Le château est inscrit partiellement au titre des monuments historiques par arrêté du 11 mars 1963.

## Terroir
Au cours de ces dernières années, le vignoble de Château Olivier a fait l'objet de travaux et d'investissements considérables. Un inventaire géologique très précis a révélé de nouvelles potentialités sur ce terroir ; et des plantations récentes ont permis de remettre le vignoble dans le cadastre qui était le sien au XVIIIe siècle, au détriment de parcelles les moins qualitatives qui ont été arrachées[réf. nécessaire].
Le vignoble de 60 ha (52 ha rouge, et 8 ha blanc) est sur un sol de graves compactes, graves profondes, graves sur marnes, marnes et calcaires miocène. L'encépagement des vins rouges est composé à 58 % de merlot, 40 % de cabernet sauvignon et 2 % de petit verdot. Celui des vins blancs est à 75 % de sémillon et 25 % de sauvignon. L'âge moyen des vignes est de vingt ans pour les rouges et trente ans pour les blancs. Elles sont plantées à une forte densité allant de 7 000 à 10 000 pieds/ha.

## Vins
Les vendanges manuelles se font par tris successifs. 
Les vins blancs sont élevés sur lies en barriques pendant 10 mois.
Les vins rouges sont élevés pendant 18 mois dont 12 mois en barriques.
Le château Olivier produit un second vin, Le Dauphin d'Olivier, et La Seigneurerie d'Olivier.